# Bernardo Rezende
Bernardo Rocha de Rezende (ur. 25 sierpnia 1959 w Rio de Janeiro) – brazylijski siatkarz, trener.
Gdy był zawodnikiem grał na pozycji rozgrywającego. Był srebrnym medalistą olimpijskim na Igrzyskach Olimpijskich w Los Angeles w 1984. Większe sukcesy odniósł jako trener; doprowadził reprezentację siatkarek brazylijskich do brązowego medalu olimpijskiego, a reprezentację męską do złota olimpijskiego w Atenach (2004) i Rio de Janeiro (2016) oraz srebrnych medali olimpijskich w Pekinie (2008) i Londynie (2012), mistrzostwa świata (2002, 2006 i 2010), mistrzostwa Ameryki Południowej (2003, 2005, 2007, 2009, 2011) oraz zwycięstw w Lidze Światowej (2001, 2003, 2004, 2005, 2006, 2007, 2009 i 2010), Pucharze Świata (2003, 2007) i Pucharze Wielkich Mistrzów (2005 i 2009). Od dłuższego czasu jest trenerem kobiecej drużyny Rio de Janeiro Volei Clube.

## Kariera trenerska

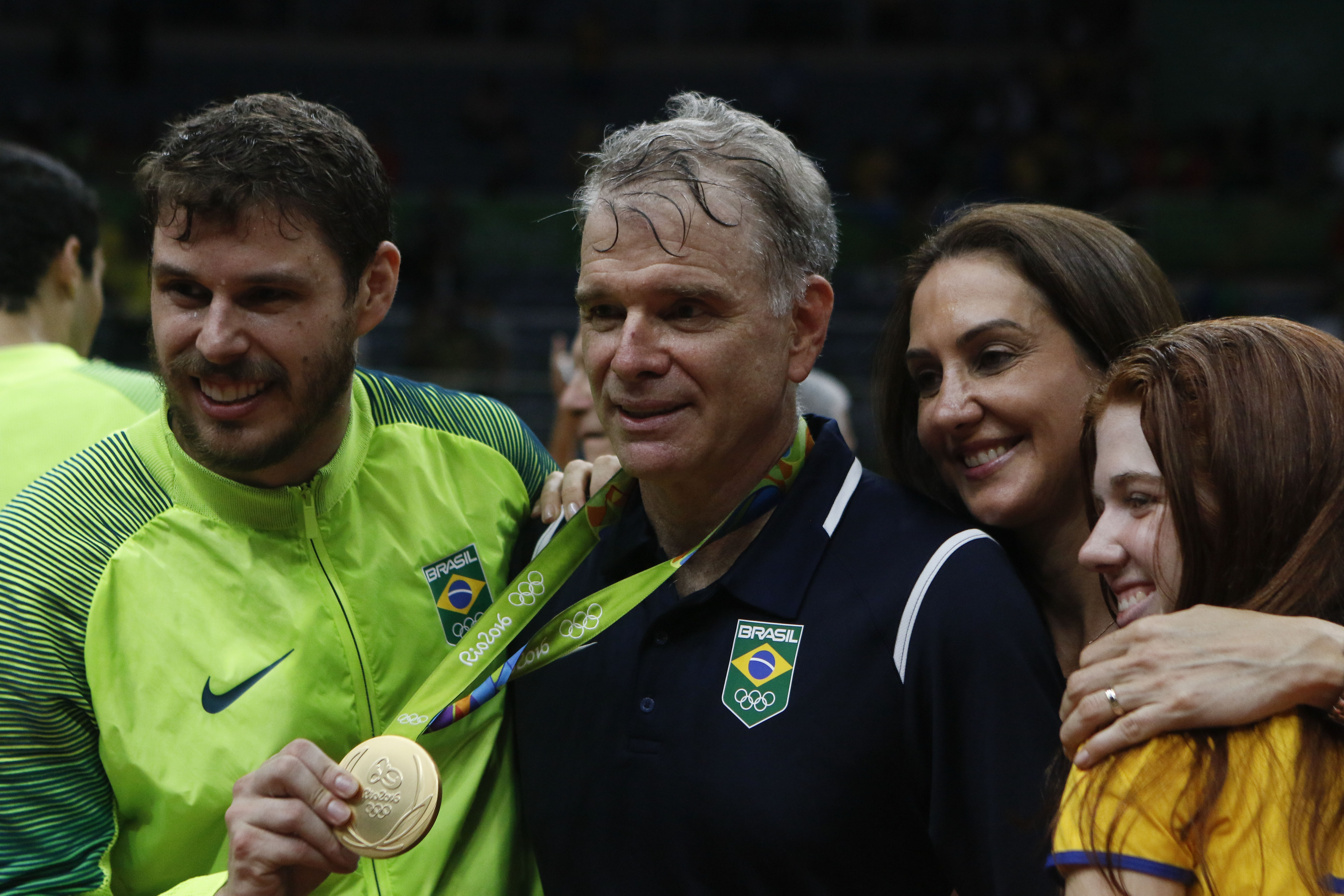
Bernardo Rezende ze swoim synem Bruno po zakończeniu ceremonii medalowej Igrzysk Olimpijskich 2016

| Lata      | Drużyna                                        | *         |
| --------- | ---------------------------------------------- | --------- |
| 1988–1990 | Brazylia (asystent trenera)                    | mężczyźni |
| 1990–1992 | Imet Perugia                                   | kobiety   |
| 1992–1993 | Panini Modena                                  | mężczyźni |
| 1994–2000 | Brazylia                                       | kobiety   |
| 1997–2001 | Rio de Janeiro Volei Clube                     | kobiety   |
| 2001–2016 | Brazylia                                       | mężczyźni |
| 2001–2004 | Rio de Janeiro Volei Clube (dyrektor sportowy) | kobiety   |
| 2004–     | Rio de Janeiro Volei Clube                     | kobiety   |
| 2021      | Francja (Mistrzostwa Europy 2021)              | mężczyźni |
| 2024–     | Brazylia                                       | mężczyźni |

## Życie prywatne
Z pierwszą żoną Verą Mossa, byłą brazylijską siatkarką, ma syna Bruna, który jest siatkarzem. Od 1999 r. jest mężem Fernandy Venturini, brazylijskiej siatkarki. Para ma dwie córki: Julia (2002) i Vitória (2009).

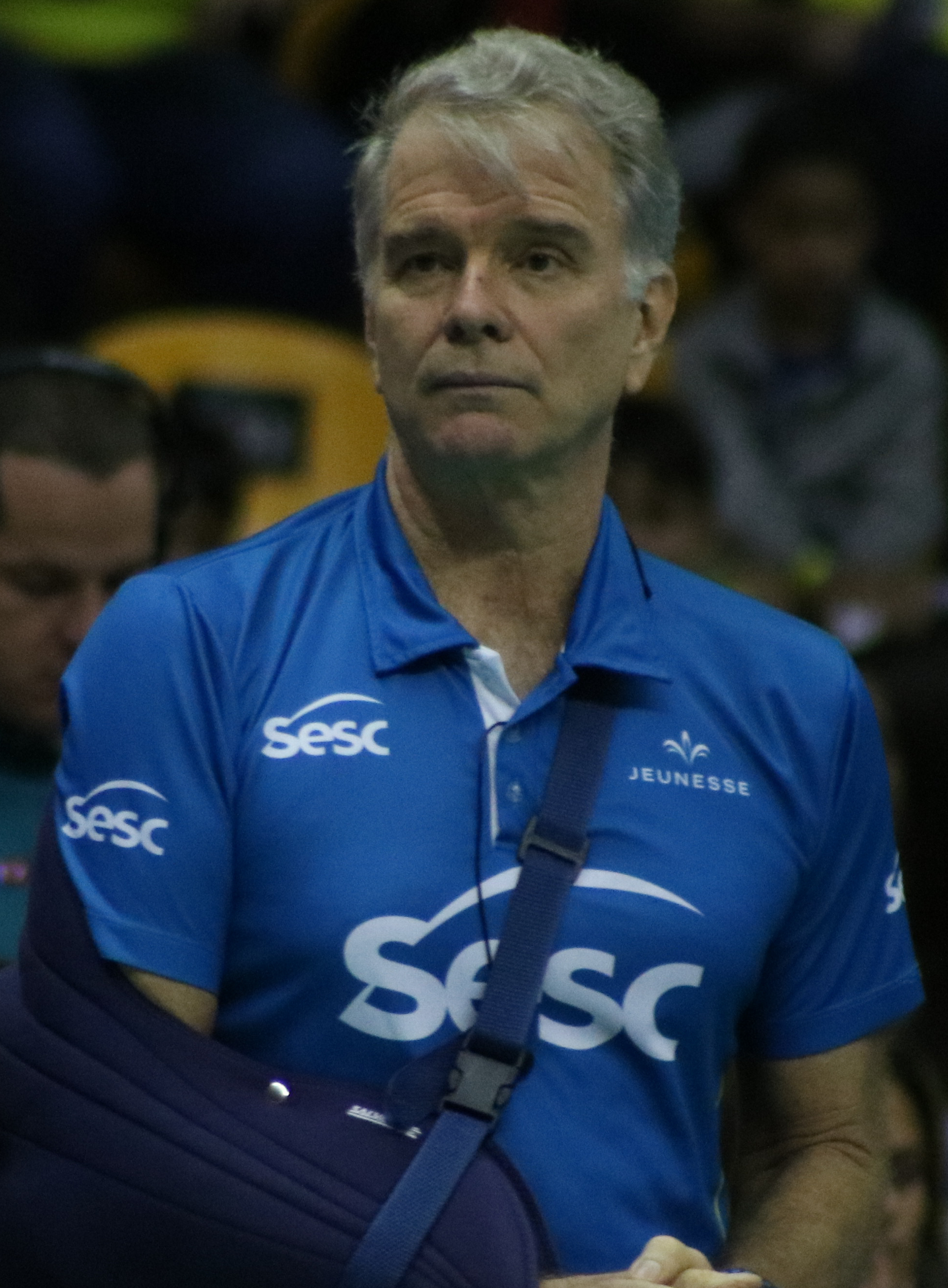
Bernardo Rezende trenerem Rio de Janeiro Volei Clube w sezonie 2017/2018

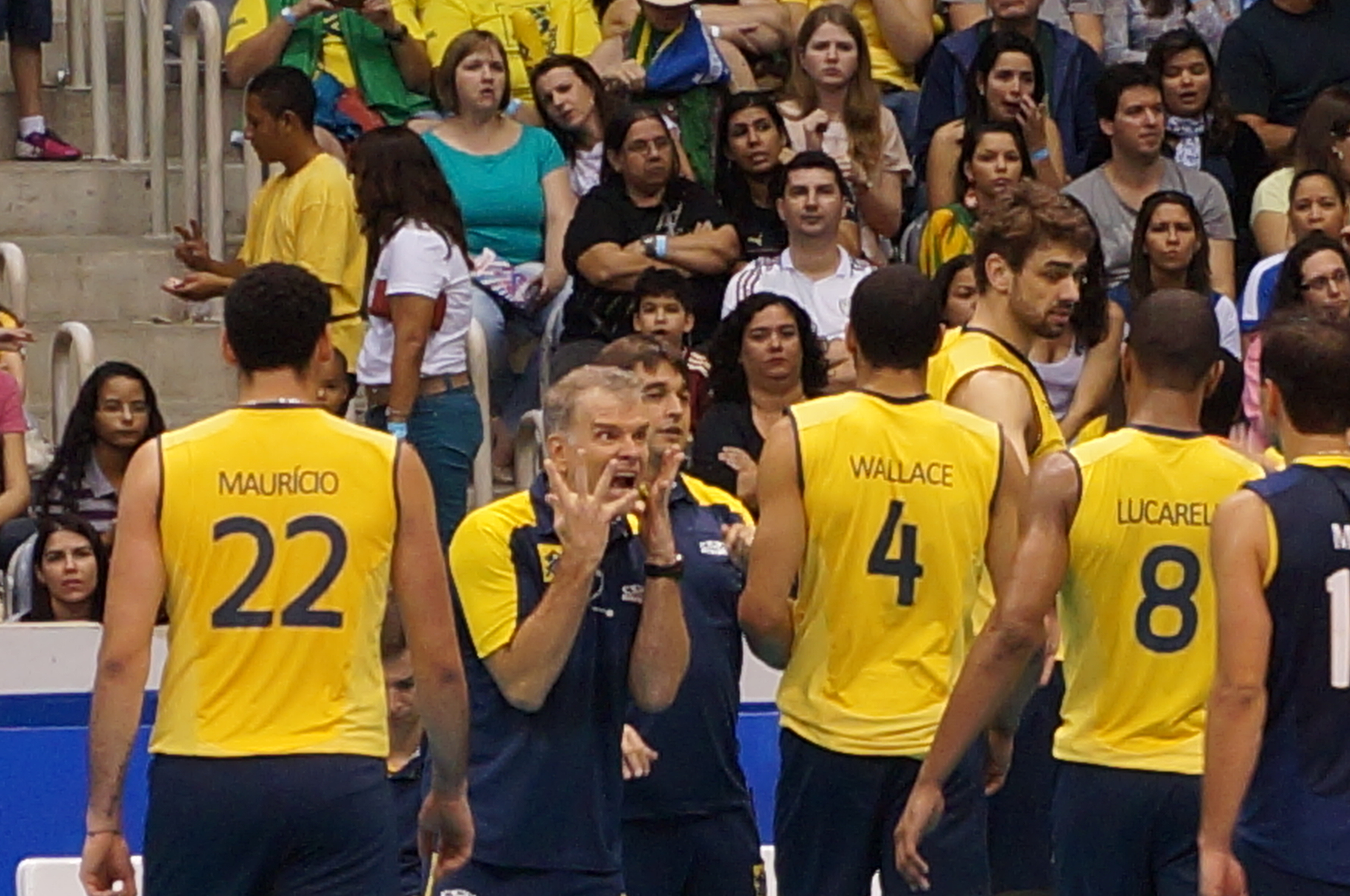
Bernardo Rezende trenerem reprezentacji Brazylii w 2013 roku

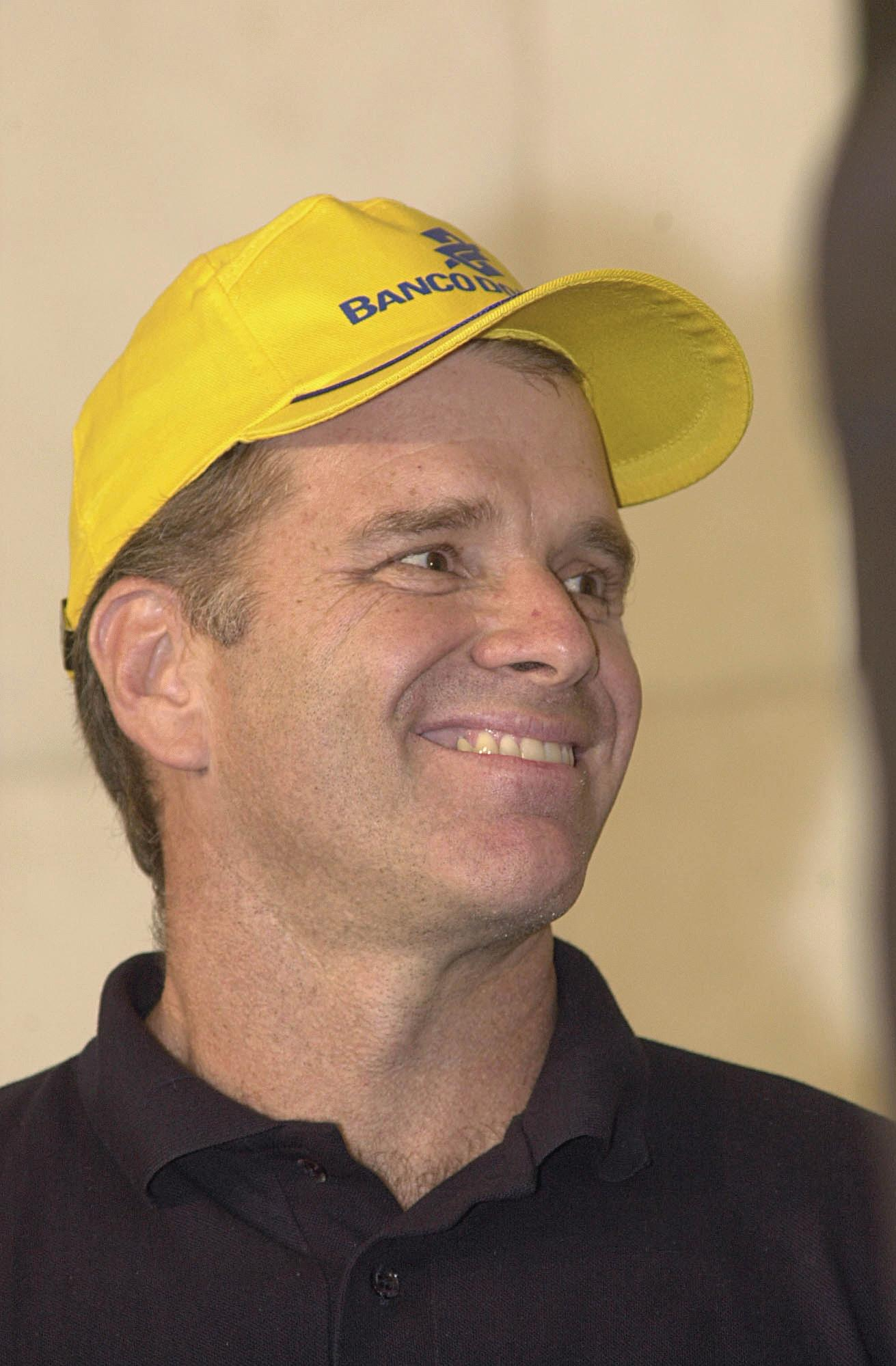
Bernardo Rezende w 2003 roku

## Jako siatkarz

### Sukcesy klubowe
Liga brazylijska:
- 1981
- 1980, 1982, 1983, 1984, 1985

Klubowe Mistrzostwa Ameryki Południowej:
- 1982
- 1983, 1985

### Sukcesy reprezentacyjne
Mistrzostwa Ameryki Południowej:
- 1981, 1983

Puchar Świata:
- 1981

Mistrzostwa Świata:
- 1982

Igrzyska panamerykańskie:
- 1983

Igrzyska Olimpijskie:
- 1984

## Jako trener

### Sukcesy klubowe

#### Kobiety
Klub: Imet Perugia
Liga włoska:
- 1991, 1992

Puchar Włoch:
- 1992

Puchar Europy Zdobywczyń Pucharów:
- 1992

Klub: Rio de Janeiro Volei Clube
Liga brazylijska:
- 1998, 2000, 2006, 2007, 2008, 2009, 2011, 2013, 2014, 2015, 2016, 2017
- 1999, 2005, 2010, 2012, 2018
- 2024[4]

Puchar Brazylii:
- 2008, 2016, 2017, 2020

Klubowe Mistrzostwa Ameryki Południowej:
- 2013, 2015, 2016, 2017
- 2009, 2018

Klubowe Mistrzostwa Świata:
- 2013, 2017

Superpuchar Brazylii:
- 2015, 2016, 2017

### Sukcesy reprezentacyjne
Kobiety
Volley Masters Montreux:
- 1994, 1995

World Grand Prix:
- 1994, 1996, 1998
- 1995, 1999
- 2000

Mistrzostwa Świata:
- 1994

Mistrzostwa Ameryki Południowej:
- 1995, 1997, 1999

Puchar Świata:
- 1995
- 1999

Igrzyska Olimpijskie:
- 1996, 2000

Puchar Wielkich Mistrzyń:
- 1997

Igrzyska Panamerykańskie:
- 1999

Mężczyźni
Liga Światowa:
- 2001, 2003, 2004, 2005, 2006, 2007, 2009, 2010
- 2002, 2011, 2013, 2014, 2016

Mistrzostwa Ameryki Południowej:
- 2001, 2003, 2005, 2007, 2009, 2011, 2013, 2015

Puchar Ameryki:
- 2001
- 2005, 2007, 2008

Puchar Wielkich Mistrzów:
- 2005, 2009, 2013
- 2001

Mistrzostwa Świata:
- 2002, 2006, 2010
- 2014

Igrzyska Panamerykańskie:
- 2007
- 2003

Puchar Świata:
- 2003, 2007
- 2011

Igrzyska Olimpijskie:
- 2004, 2016
- 2008, 2012

Liga Narodów:
- 2025[5]